# Organización Latinoamericana y del Caribe de Entidades Fiscalizadoras Superiores
La Organización Latinoamericana y del Caribe de Entidades Fiscalizadoras Superiores (OLACEFS) es un organismo internacional, autónomo, independiente, apolítico y de carácter permanente, que remonta sus orígenes al Primer Congreso Latinoamericano de Entidades Fiscalizadoras – CLADEFS, celebrado en Caracas, Venezuela, en 1963, ante la necesidad de un foro superior para intercambiar ideas y experiencias relacionadas con la fiscalización y al control gubernamental, así como al fomento de las relaciones de cooperación y desarrollo entre dichas entidades. En este Congreso se recomendó la creación de un Instituto Latinoamericano de Control Fiscal, que cumplió funciones de investigación especializada y sirvió como centro de información, enseñanza, coordinación y asesoría mutua entre entidades fiscalizadoras.
Actualmente OLACEFS es una de las siete organizaciones regionales que integran la Organización Internacional de las Entidades Fiscalizadoras Superiores (INTOSAI por sus siglas en inglés).

## Orígenes: Instituto Latinoamericano de Ciencias Fiscalizadoras (ILACIF)
Entre las conclusiones del Primer Congreso Latinoamericano de Entidades Fiscalizadoras del año 1963, se señaló que era “de conveniencia mutua para los países latinoamericanos el intercambio de experiencias en materia de administración financiera y control fiscal, que tiendan al perfeccionamiento de la gestión gubernativa mediante la adopción de principios y objetivos de integración y unidad regional dentro de la esfera de sus actividades específicas, para prestar mejor servicio a las comunidades”. Asimismo y “convencidos de la importancia que para los países de América Latina y en especial para sus respectivos organismos fiscalizadores tiene la creación de un Instituto Latinoamericano de Control Fiscal y con el objeto de que esta idea se materialice a la brevedad”, los participantes designaron a la delegación chilena para que realizara las gestiones conducentes a dicha finalidad.
En cumplimiento a esa misión, la Contraloría General de la República de Chile presentó un proyecto de carta constitutiva, complementado por un estudio elaborado por la Contraloría General de la República de Venezuela, ante el Segundo Congreso Latinoamericano de Entidades Fiscalizadoras, celebrado el 9 de abril de 1965, en Santiago de Chile. En ese contexto, las Entidades Fiscalizadoras Superiores reunidas convinieron la creación y aprobaron la carta constitutiva del Instituto Latinoamericano de Ciencias Fiscalizadoras. El objetivo tras la creación del Instituto fue fomentar tareas de investigación científica especializada, recopilar información y prestar asesoría y coordinación entre los organismos fiscalizadores del continente, con el fin de servir mejor a sus ciudadanos en el ejercicio de las atribuciones que les reconocen los respectivos ordenamientos jurídicos. Fueron países signatarios de la creación de ILACIF: Argentina, Brasil, Colombia, Chile, Ecuador, El Salvador, México, Nicaragua, Panamá, Puerto Rico, República Dominicana, Uruguay y Venezuela. Posteriormente se adhirieron: Perú, Bolivia, Costa Rica, Guatemala, Honduras, Paraguay, Antillas y Surinam. En dicho Congreso, la Contraloría General venezolana fue designada sede del Instituto.

## Nueva Institucionalidad: Organización Latinoamericana y del Caribe de Entidades Fiscalizadoras Superiores (OLACEFS)
A partir de los cambios recomendados por una comisión reformadora de las normas internas y de su estructura organizativa, durante la sesión extraordinaria de 11 de octubre de 1990, la Asamblea General Extraordinaria de ILACIF, celebrada en Buenos Aires, Argentina, aprobó las modificaciones propuestas así como el cambio de nombre del Instituto por el de Organización Latinoamericana y del Caribe de Entidades Fiscalizadoras Superiores (OLACEFS). El término Organización se consideró más apropiado para una entidad que congrega a los funcionarios del más alto nivel en materia de control y fiscalización de América Latina y del Caribe.
Actualmente, la OLACEFS cumple funciones de investigación científica especializada y desarrolla tareas de estudio, capacitación, especialización, asesoría y asistencia técnica, información y coordinación al servicio de las Entidades Fiscalizadoras Superiores (EFS) de América Latina y del Caribe, todo ello con el objeto de fomentar su desarrollo y perfeccionamiento.

### Principios
De acuerdo a lo dispuesto en su Carta Constitutiva, la OLACEFS se inspira en los siguientes principios:
I. Igualdad jurídica de las entidades miembros de la Organización, según sus categorías;

II. Respeto a los ordenamientos jurídicos de cada nación y a los postulados del Derecho Internacional, considerando la independencia y soberanía de cada país para tomar sus propias decisiones concernientes al sistema de control y fiscalización del manejo de los recursos públicos;

III. Libre ingreso y retiro de sus miembros;

IV. Acatamiento al sistema democrático de adopción de acuerdos por mayoría y de respeto por el concepto de las minorías;

V. Descentralización de actividades;

VI. Colaboración estrecha y permanente de la Organización y de sus miembros;

VII. Espíritu de servicio público y proscripción de interferencias políticas de cualquier naturaleza;

VIII. Transparencia;

IX. Rotación de todos los Miembros Plenos por los órganos de la OLACEFS.

### Atribuciones
La Carta Constitutiva de la OLACEFS reconoce las siguientes atribuciones de la Organización:
- Promover la realización y análisis de trabajos referentes a la Organización y control administrativo y financiero de los países miembros, para su difusión.
- Desarrollar un centro de documentación formado básicamente por bibliografía relativa al control y fiscalización del manejo de los recursos públicos y disciplinas afines.
- Mantener contacto de carácter científico y técnico con instituciones y organizaciones de otras regiones del mundo, especializadas en control y fiscalización del manejo de recursos públicos.
- Coordinar la realización de estudios especiales relacionados con los intereses de la Organización que sean solicitados por el gobierno de una nación, un grupo de gobiernos de naciones latinoamericanas y del Caribe u organismos internacionales.
- Organizar y realizar foros de reflexión de alto nivel de los miembros de la Organización, para el análisis de temas estratégicos específicos relacionados con el control y la fiscalización superiores.
- Otorgar premios y/o estímulos en la forma y condiciones que determine la normativa.

### Financiamiento
Los ingresos que permiten la operación de la Organización provienen de las cuotas anuales que pagan los miembros plenos y asociados , así como de aportaciones provenientes de diferentes alianzas de  cooperación como la Iniciativa para el Desarrollo de la INTOSAI (IDI), la GIZ y el BID, entre otros.

### Estructura

#### Asamblea General
La Asamblea General es el órgano supremo de la Organización, integrado por todos los miembros de la OLACEFS. Sus reuniones son convocadas y presididas por la Presidencia, con la colaboración de la Secretaría Ejecutiva.
Corresponde a este órgano adoptar las decisiones relativas al rumbo estratégico y orientación de la Organización.

#### Consejo Directivo
El Consejo Directivo es un órgano colegiado integrado por siete miembros plenos. Está encabezado por la Presidencia y cuenta con la participación de la Secretaría Ejecutiva que actúa como secretaría del mismo, con derecho a voz.
En la actualidad el Consejo está compuesto por:
| País        | EFS                                              | Cargo                       | Periodo                      |
| ----------- | ------------------------------------------------ | --------------------------- | ---------------------------- |
| Paraguay    | Contraloría General de la República del Paraguay | Presidente                  | 2023-2025                    |
| Chile       | Auditoría Superior de la Federación              | Secretaría Ejecutiva        | 2023-2028                    |
| Panamá      | Contraloría General de la República de Panamá    | Miembro Electo              | 2023-2025                    |
| Guatemala   | Contraloría General de Cuentas de Guatemala      | Miembro Electo              | 2024-2026                    |
| Chile       | Presidencia EFSUR                                | Presidencia EFSUR           | Periodo reglamentario EFSUR  |
| El Salvador | Presidencia OCCEFS                               | Presidencia OCCEFS          | Periodo reglamentario OCCEFS |
| Colombia    | Auditoría General de la Nación de Argentina      | Sede de la próxima Asamblea | 2024                         |

#### Presidencia
De conformidad con lo dispuesto en la Carta Constitutiva, la Presidencia de OLACEFS es ejercida por un Miembro Pleno, representado por su titular, elegido por la Asamblea General por un período de tres años, sin reelección. Las funciones y atribuciones de este órgano se encuentran definidas en el artículo 25 del Reglamento de la OLACEFS.
Desde el 1 de enero de 2023 hasta el 31 de diciembre de 2025, la Presidencia de la Organización está a cargo de la Controlaría General de la República del Paraguay.
Cronograma de la Presidencia
| Año        | País        | EFS Presidencia                                              |
| ---------- | ----------- | ------------------------------------------------------------ |
| 1991- 1996 | México      | Auditoría Superior de la Federación de México                |
| 1997- 2002 | Perú        | Contraloría General de la República del Perú                 |
| 2003- 2004 | Venezuela   | Contraloría General de la República Bolivariana de Venezuela |
| 2005- 2006 | Chile       | Contraloría General de la República de Chile                 |
| 2007- 2008 | El Salvador | Corte de Cuentas de la República de El Salvador              |
| 2009- 2010 | Colombia    | Contraloría General de la República de Colombia              |
| 2011- 2012 | Ecuador     | Contraloría General del Estado de la República del Ecuador   |
| 2013- 2015 | Brasil      | Tribunal de Cuentas de la Unión de Brasil                    |
| 2016- 2018 | México      | Auditoría Superior de la Federación de México                |
| 2019- 2021 | Perú        | Contraloría General de la República del Perú                 |
| 2023-2025  | Paraguay    | Controlaría General de la República del Paraguay             |

#### Secretaría Ejecutiva y Sede de la Organización
La Secretaría Ejecutiva es dirigida por un Secretario Ejecutivo, quien es un Miembro Pleno electo por la Asamblea General y  ejercerá el cargo por un período de seis años, prorrogable por uno adicional de tres años, de acuerdo con lo previsto en el artículo 16 de la Carta Constitutiva. 
Este órgano se encarga de dar soporte técnico-administrativo a las diferentes instancias de trabajo de la OLACEFS para facilitar la ejecución de sus actividades. 
Desde el 1 de enero de 2023 hasta el 31 de diciembre de 2028 la Secretaría Ejecutiva del organismo está a cargo de la Auditoría Superior de la Federación de México y de su titular como Secretario Ejecutivo de la OLACEFS. 
Cronograma de la Secretaría Ejecutiva
| Año        | País   | EFS Secretaría Ejecutiva y Sede de la Organización |
| ---------- | ------ | -------------------------------------------------- |
| 1990- 1996 | México | Auditoría Superior de la Federación de México      |
| 1997- 2002 | Perú   | Contraloría General de la República del Perú       |
| 2003- 2012 | Panamá | Contraloría General de la República de Panamá      |
| 2013- 2022 | Chile  | Contraloría General de la República de Chile       |
| 2023-2028  | México | Auditoría Superior de la Federación de México      |

#### Comités
Los Comités son órganos administrativos de carácter permanente, dedicados a colaborar en la gestión de la Organización. Se crearán por mandato de la Asamblea General a propuesta del Consejo Directivo. 
- Comité de Creación de Capacidades (CCC): es un órgano administrativo cuya misión es promover y gestionar el desarrollo de capacidades profesionales e institucionales de las EFS, para contribuir al incremento de la eficacia de la gestión y la modernización de la administración pública.[3]
- Comité Asesor Jurídico (CAJ): es un órgano asesor de la Organización en materia legal y normativa. Es responsable de revisar la Carta Constitutiva y Reglamentos de la OLACEFS, proponiendo al Consejo Directivo y a la Asamblea General todas aquellas reformas, modificaciones y nuevas regulaciones que conlleven la modernización y el mejor funcionamiento de la Organización.[4]

#### Comisiones
Las Comisiones son órganos técnicos dedicados al estudio y desarrollo de temas y asuntos específicos, relacionados con los objetivos y actividades de la Organización. Son de carácter permanente y se crearán por decisión de la Asamblea General a propuesta del Consejo Directivo. 
- Comisión Técnica de Prácticas de Buena Gobernanza (CTPBG): su objetivo es la promoción de la eficiencia, la rendición de cuentas, la eficacia y la transparencia de la administración Pública mediante el fortalecimiento de las EFS.[5]
- Comisión Técnica Especial de Medio Ambiente (COMTEMA):  órgano encargado de contribuir al desarrollo de auditorías ambientales por las EFS miembros de la OLACEFS, promoviendo el control de la gestión ambiental y garantizando el fortalecimiento y la integración de las EFS de la Organización.[6]
- Comisión Evaluación de Desempeño e Indicadores de Rendimiento (CEDEIR): tiene por objetivo gestionar el conocimiento en beneficio de la Organización y las EFS miembros en temas vinculados con la evaluación del desempeño, la gestión estratégica y el control.[7]
- Comisión de Tecnologías de Información y Comunicaciones (CTIC): su objetivo es prestar asesoría a la Organización en los temas vinculados con las Tecnologías de la Información y el Conocimiento (TICs).[8]
- Comisión Especial de Participación Ciudadana (CPC): sus actividades se desarrollan en el ámbito de la promoción de la participación ciudadana, del control social y del capital social desde el ejercicio del control fiscal.[9]
- Comisión Técnica Especializada en la Lucha contra la Corrupción Transnacional (CTCT): su objetivo es centralizar los esfuerzos de las EFS en el combate a la corrupción en su dimensión transnacional, propiciando el intercambio de información oportuna entre organismos de control de la región.

#### Grupos de Trabajo
Los grupos de trabajo son entes de carácter técnico, a quienes se les encomienda el estudio o desarrollo de temas específicos, los cuales deben cumplir en periodo definido y de conformidad con los intereses de las EFS. Actualmente, la OLACEFS cuenta con los siguientes grupos:
- Grupo de Trabajo sobre Fiscalización de Gestión de Desastres en el Marco de los Objetivos de Desarrollo Sostenible (GTFD): su objetivo general es promover la cooperación entre EFS para el desarrollo de estándares y buenas prácticas en fiscalización de la gestión de desastres.[10]
- Grupo de Trabajo de Fiscalización de Políticas y Regulación de Infraestructura (GTInfra): tiene como objetivo contribuir con la Olacefs en la realización de estudios, capacitaciones y trabajos cooperativos tendientes a evaluar las políticas públicas y la regulación de infraestructura en el contexto de las naciones de América y el Caribe, considerando los contextos locales, regionales y globales.
- Grupo de Trabajo sobre Igualdad de Género y No Discriminación (GTG): su objetivo es elaborar una política de igualdad de género y no discriminación que sirva de base para ser implementada en las EFS de la OLACEFS. Asimismo, el Grupo deberá definir, en conjunto con las EFS interesadas, la implementación de la política, su monitoreo y evaluación, así como los procesos de retroalimentación e intercambio de buenas prácticas que se pueden generar en torno a la igualdad de género y la no discriminación.

Grupo de Trabajo que cesaron
- Grupo de Trabajo para la Aplicación de Normas Internacionales de Auditoría en las EFS de la OLACEFS (GTANIA). Dejó de existir a contar del 1 de enero de 2016 de acuerdo a la Resolución 40/2015/AG de la XXV Asamblea General Ordinaria de la OLACEFS, desarrollada en Querétaro, México en noviembre de 2015.
- Grupo de Trabajo Manuales, Guías y Observaciones a la Carta Constitutiva y Reglamento de la OLACEFS (GTN). Dejó de existir a contar del 1 de enero de 2015 de acuerdo a la Resolución 16/2014/AG de la XXIV Asamblea General Ordinaria de la OLACEFS, desarrollada en el Cusco, Perú en noviembre de 2015.
- Grupo de Trabajo de Auditoría de Obras Públicas (GTOP): su objetivo principal es apoyar a las EFS de la región en el proceso de identificación y socialización de buenas prácticas en materia de auditorías de obras públicas como estrategia de aprendizaje conjunto y generación de capacidades institucionales.
- Grupo de Trabajo Especializado en la Lucha contra la Corrupción Transnacional (GTCT): Su objetivo es propiciar el intercambio de información oportuna entre las EFS de la región para la mejor ejecución de sus procesos de investigación y fiscalización gubernamental, que coadyuven a la lucha contra la corrupción transnacional, así como, el intercambio de experiencias y buenas prácticas en dicha materia.

## Miembros de la Organización
Los miembros de la Organización se agrupan en dos categorías: I. Miembros Plenos, correspondientes a las Entidades Fiscalizadoras Superiores de los países de América Latina y del Caribe; y, II. Miembros Asociados, correspondientes a las Entidades Fiscalizadoras de orden subnacional, estadual o local, a Entidades Fiscalizadoras Superiores de otras regiones y a las personas jurídicas de derecho internacional público que coadyuven con su apoyo técnico o financiero al desarrollo organizacional
Actualmente forman parte de la OLACEFS las siguientes entidades:

### Miembros Plenos
| País                 | EFS |
| -------------------- | --- |
| Argentina            | Auditoría General de la Nación de Argentina                                                                |
| Belice               | Auditoría General de Belice                                                                                |
| Bolivia              | Contraloría General del Estado Plurinacional de Bolivia                                                    |
| Brasil               | Tribunal de Cuentas de la Unión de Brasil                                                                  |
| Chile                | Contraloría General de la República de Chile                                                               |
| Colombia             | Contraloría General de la República de Colombia                                                            |
| Costa Rica           | Contraloría General de la República de Costa Rica                                                          |
| Cuba                 | Contraloría General de la República de Cuba Archivado el 22 de octubre de 2020 en Wayback Machine.         |
| Curazao              | Contraloría General de Curazao                                                                             |
| Ecuador              | Contraloría General del Estado de la República del Ecuador                                                 |
| El Salvador          | Corte de Cuentas de la República de El Salvador                                                            |
| Guatemala            | Contraloría General de Cuentas de la República de Guatemala                                                |
| Honduras             | Tribunal Superior de Cuentas de la República de Honduras                                                   |
| México               | Auditoría Superior de la Federación de México                                                              |
| Nicaragua            | Contraloría General de la República de Nicaragua Archivado el 29 de septiembre de 2020 en Wayback Machine. |
| Panamá               | Contraloría General de la República de Panamá                                                              |
| Paraguay             | Contraloría General de la República de Paraguay                                                            |
| Perú                 | Contraloría General de la República de Perú                                                                |
| Puerto Rico          | Oficina del Contralor del Estado Libre Asociado de Puerto Rico                                             |
| República Dominicana | Cámara de Cuentas de la República Dominicana                                                               |
| Uruguay              | Tribunal de Cuentas de la República Oriental del Uruguay                                                   |
| Venezuela            | Contraloría General de la República Bolivariana de Venezuela                                               |

### Miembros Asociados
| País                 | EFS                                                                      |
| -------------------- | ------------------------------------------------------------------------ |
| España               | Tribunal de Cuentas de España                                            |
| Portugal             | Tribunal de Cuentas de Portugal                                          |
| Colombia             | Contraloría General de Bogotá                                            |
| Colombia             | Contraloría General de Medellín                                          |
| República Dominicana | Contraloría General de la República Dominicana                           |
| Argentina            | Honorable Tribunal de Cuentas de la Provincia de Buenos Aires            |
| Argentina            | Tribunal de Cuentas de la Provincia de Santa Fe                          |
| Brasil               | Tribunal de Cuentas del Estado del Acre                                  |
| Brasil               | Tribunal de Cuentas del Estado de Amazonas                               |
| Brasil               | Tribunal de Cuentas de los Municipios del Estado de Bahía                |
| Brasil               | Tribunal de Cuentas del Estado de Bahía                                  |
| Brasil               | Tribunal de Cuentas del Estado de Ceará                                  |
| Brasil               | Tribunal de Cuentas del Distrito Federal                                 |
| Brasil               | Tribunal de Cuentas del Estado de Espirito Santo                         |
| Brasil               | Tribunal de Cuentas del Estado Mato Grosso                               |
| Brasil               | Tribunal de Cuentas del Estado de Minas Gerais                           |
| Brasil               | Tribunal de Cuentas del Estado de Pará                                   |
| Brasil               | Tribunal de Cuentas del Estado de Paraná                                 |
| Brasil               | Tribunal de Cuentas de Pernambuco                                        |
| Brasil               | Tribunal de Cuentas del Municipio de Río de Janeiro                      |
| Brasil               | Tribunal de Cuentas del Estado de Rondonia                               |
| Brasil               | Tribunal de Cuentas de Río Grande del Norte                              |
| Brasil               | Tribunal de Cuentas del Estado de Río Grande do Sul                      |
| Brasil               | Tribunal de Cuentas del Estado de Santa Catarina                         |
| Brasil               | Tribunal de Cuentas del Estado de Tocantins                              |
| Brasil               | ATRICON – Asociación de Miembros de los Tribunales de Cuentas del Brasil |
| Brasil               | IRB – Instituto Rui Barbosa Brasil                                       |